# IC 1613

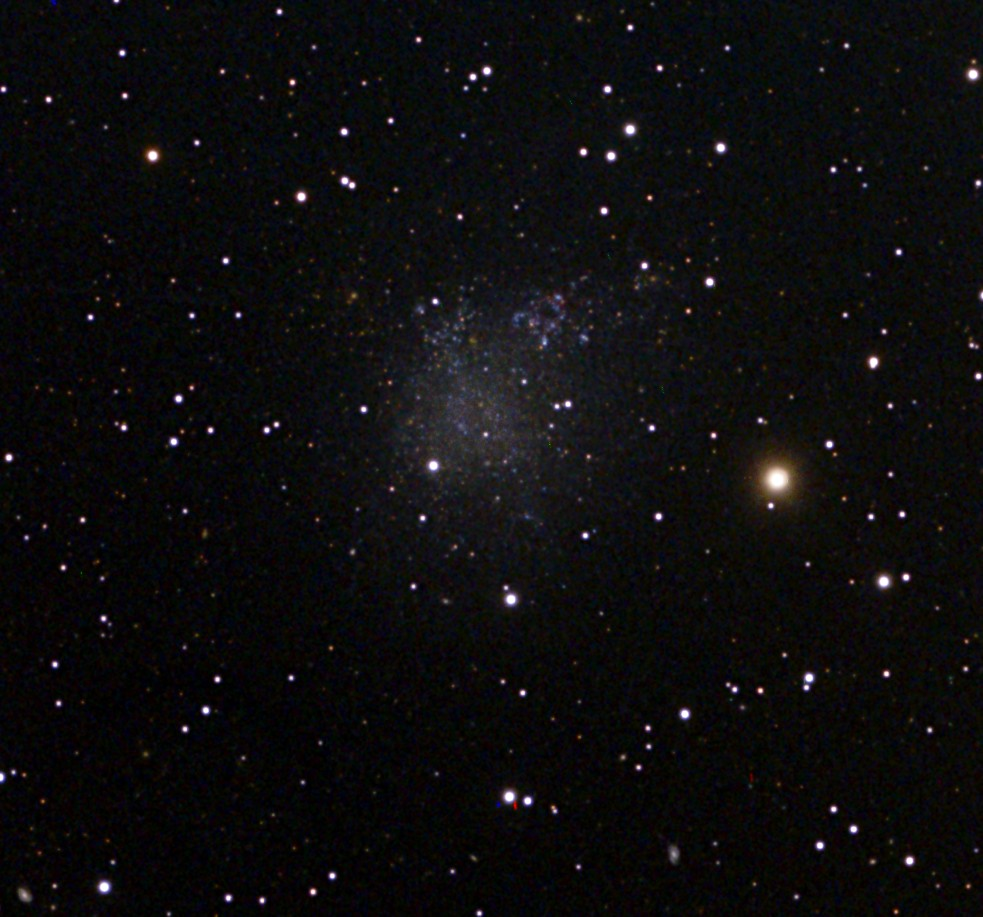
IC 1613

IC 1613 sau Caldwell 51 este o galaxie pitică neregulată din constelația Balena și se află în apropiere de steaua 26 Ceti. A fost descoperită de Max Wolf în anul 1906, și se apropie de Pământ cu viteza 234 km/s.
Se află la o distanță de aproximativ 2,8 milioane de ani-lumină (730 000 parseci) de Pământ. 